# Ruža (svako ima nekoga da mu ruke pruža)
Ruža (svako ima nekoga da mu ruke pruža) je pjesma Dine Merlina s njegova 11. albuma Hotel Nacional. Glazbu i tekst potpisuje Dino Merlin, a aranžman Mahir Sarihodžić i Mahir Sulejmanović (Beat House). Pjesma je objavljena 30. svibnja 2014. godine na službenoj web stranici Dine Merlina u želji da pomogne u prikupljanju sredstava za nastradale u poplavama u Bosni i Hercegovini, Hrvatskoj i Srbiji. Video spot pjesme je napravljen uporabom fotografija i snimki prirodne nesreće koja je zadesila Bosnu i Hercegovinu, Hrvatsku i Srbiju. U video spotu snimljenom u produkciji agencije "Fabrika", korištene su fotografije Dine Kasala, Dejana Vekića i Velija Hasanbegovića, kao i video snimci BHT-a, HTV-a i RTS-a. U pjesmi, pored brojnih drugih glazbenika, gostuje i virtuozni turski klarinetist Hüsnü Şenlendirici. Iako nije planirano da "Ruža" bude prva pjesma koju će publika čuti s Merlinovoga novog albuma, upravo je "Ruža" izabrana kako bi potaknula mnogobrojnu publiku Dine Merlina u regiji da se uključi u akciju pružanja pomoći ugroženima. U spotu su prikazani brojevi telefona Crvenog križa čijim pozivanjem građani mogu dati svoj doprinos humanitarnoj akciji.

## Humanitarni motivi
Dino Merlin je jedna od prvih javnih osoba koja se uključila u akciju pružanja pomoći nastradalim u poplavama. Kamioni pomoći dostavljeni su već 16. svibnja u Žepče i Maglaj, nakon toga u Orašje, a poslao je i kamion vode u Beogradsku arenu gdje je dvije godine prije održao tri velika koncerta u dvorani u koju su nakon poplava smješteni brojni stradalnici.
“Dugo smo se pripremali za objavljivanje i promociju novog albuma i naš tim je bio spreman za akciju upravo u trenutku kada je našu zemlju i region pogodila ova strašna tragedija, pa smo odlučili odgoditi sve naše planove, a sve svoje resurse iskoristiti da pomognemo ljudima kojima je pomoć potrebna. Znate, ovo je moj 11. album i spremao sam ga duže od pet godina, ali meni se nigdje ne žuri. Album može čekati, ali ljudi u nevolji ne mogu. Zato smo odlučili odmah djelovati. Uvijek ima preče od prečeg... "Ruža" nije trebala biti prva pjesma s mog novog albuma koju će publika čuti. Pripremili smo drugu pjesmu i video, ali smo izabrali upravo "Ružu" kako bismo dodatno animirali ljude da se uključe u akciju pružanja pomoći i daju svoj doprinos. Nadam se da će, u tom smislu, ova pjesma biti uspješna”, kaže Dino Merlin.

## Vanjske poveznice
- Dino Merlin – službene stranice